# Алькабала
Алькабала — найважливіший податок, що існував у Кастилії, Іспанії та іспанських колоніях. Цим податком обкладалися всі торгові угоди і він становив певний відсоток від суми контракту, тобто був податком з обороту. Податок приносив найбільший дохід королівської скарбниці Кастилії. Десятина приносила більше доходу, але стягувалася на користь католицької церкви, а не короля.
Алькабала залишилася в Іспанії як спадок арабського панування. Спершу вона була муніципальним чи сеньйоральним платежем, а з 1342 року стала державним податком. Спершу ставка становила 5 %, пізніше 10 % з продажу рухомого майна, 5 % з продажу нерухомості і 1 % з усієї нерухомості. Тобто фактично крім податку з обороту пізня алькабала була також податком на власність.